# Народный союз за демократию
Народный союз за демократию (тайск. พันธมิตรประชาชนเพื่อประชาธิปไตย; неофициально жёлторубашечники) — консервативно-монархическая оппозиционная таиландская группа, одна из активнейший сторон политического кризиса 2008 года. Изначально создавалась как партия среднего класса и консервативных кругов, недовольных политикой премьера Чинавата. Всплеск активности связан с попыткой власти передать Камбодже спорный пограничный храм. Основной символ партии — жёлтый цвет — цвет короля. Лидер — медиамагнат Сондхи Лимтхонгул.